# Miletus symethus
Miletus symethus är en fjärilsart som beskrevs av Pieter Cramer 1779. Miletus symethus ingår i släktet Miletus och familjen juvelvingar. Inga underarter finns listade i Catalogue of Life.

## Bildgalleri

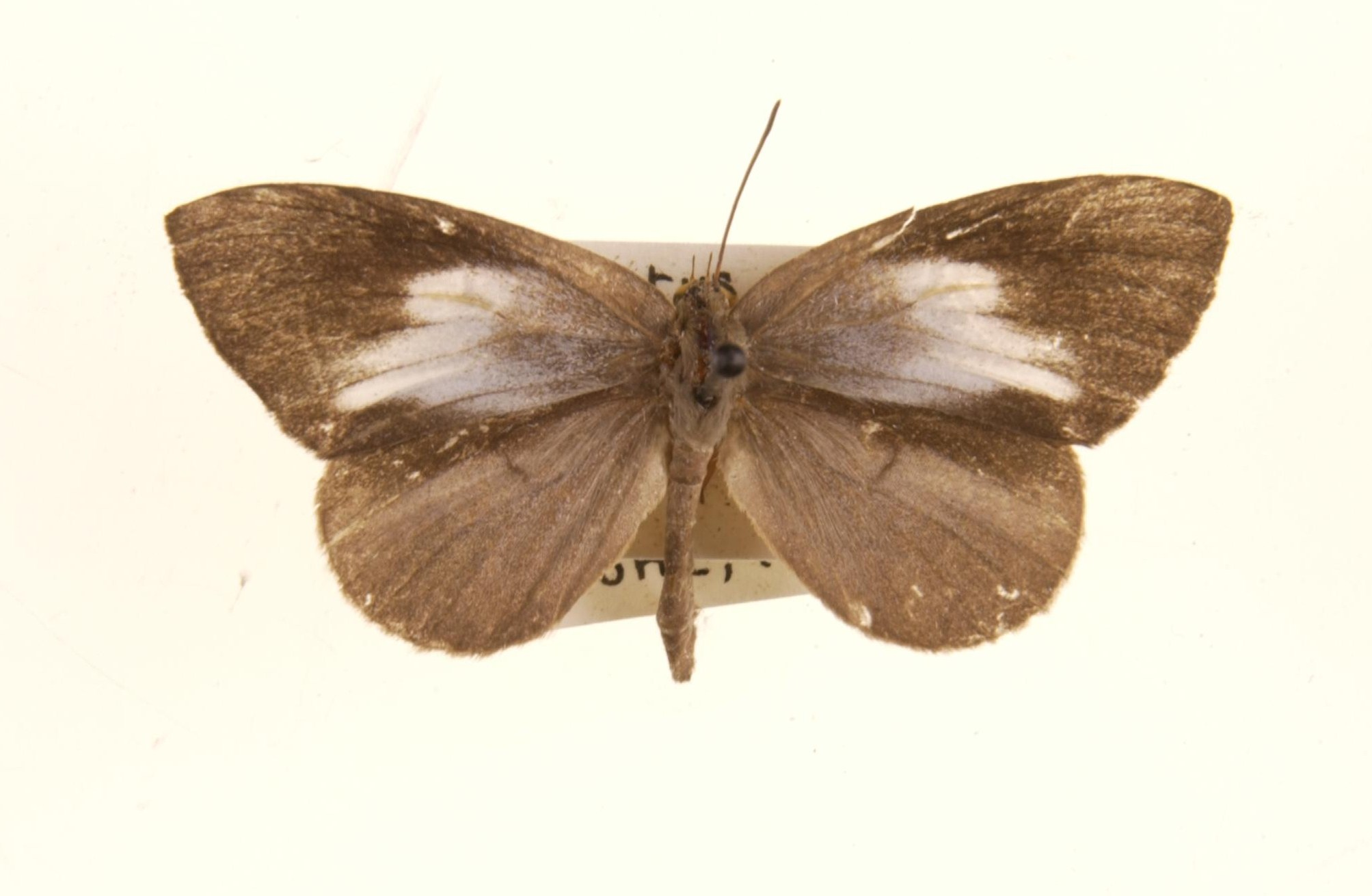
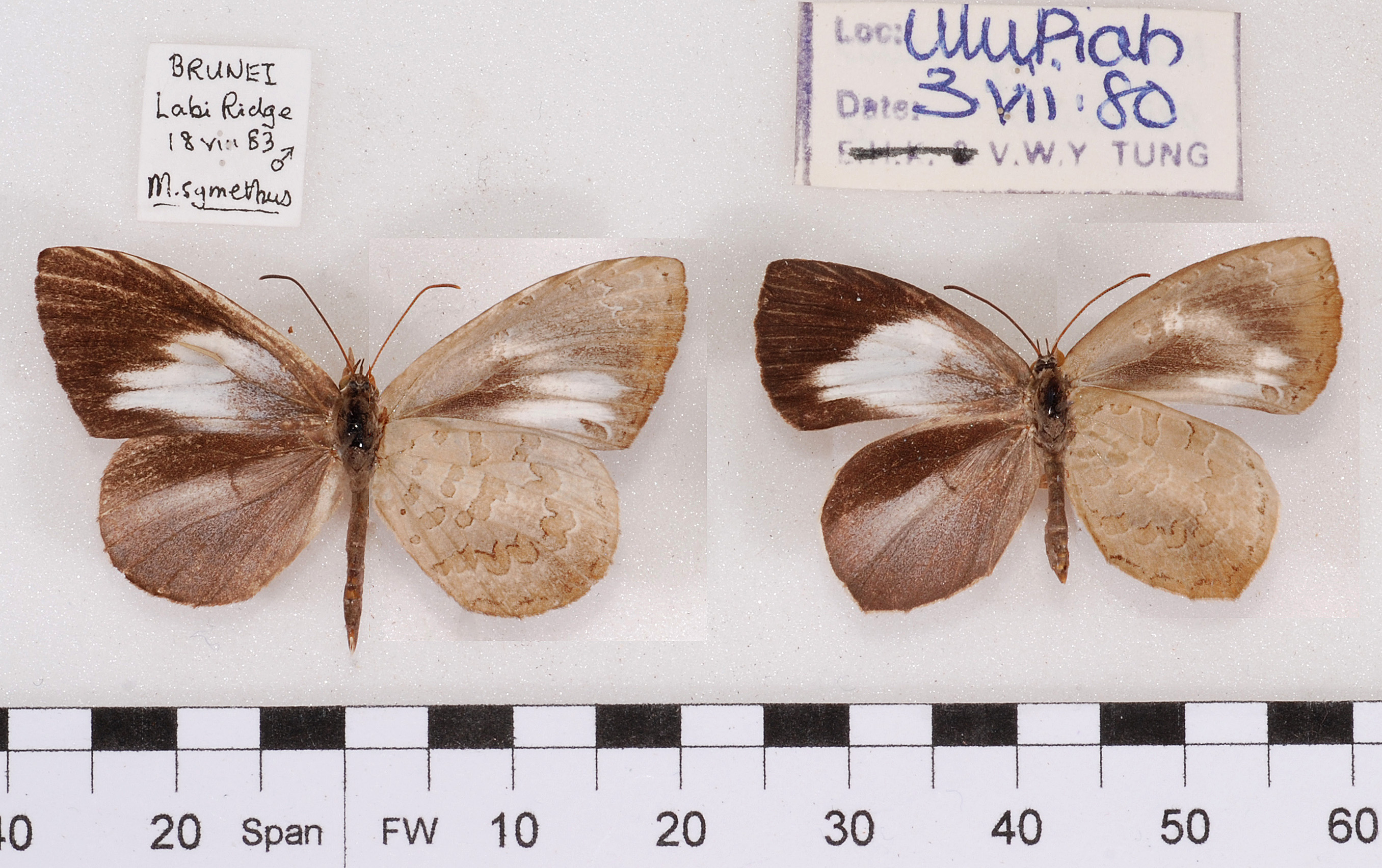